# Anna Halprin

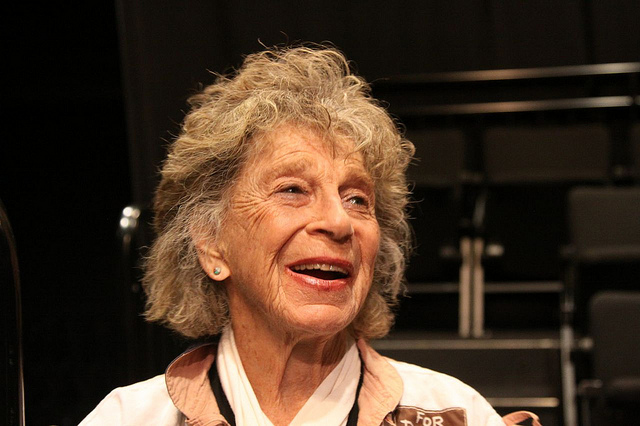
Anna Halprin (2010)

Anna Halprin (* 13. Juli 1920 als Hannah Dorothy Schuman in Wilmette, Illinois; † 24. Mai 2021 in Winnetka, Illinois) war eine US-amerikanische Tänzerin und Choreografin.

## Leben und Werk
Anna Halprin wurde schon als Kind von ihrer Mutter mit dem Tanz in Kontakt gebracht. Während ihrer Schulzeit in Winnetka in Illinois konnte sie ihr Interesse weiter ausbauen. Früh stand daher für sie fest, dass sie Tänzerin werden möchte. Halprin orientierte sich zunächst am Tanzstil von Ruth St. Denis und Isadora Duncan. Nachdem sie 1938 ein Studium an der University of Wisconsin–Madison unter der Anleitung von Margaret H’Doubler aufgenommen hatte, entwickelte sie sich von dem mehr personalisiertem Stil fort und begann, eigene künstlerische Wege zu gehen. Das Studium schloss Halprin 1942 mit einem B. A. ab.
Auf dem College lernte sie den Landschaftsarchitekten Laurence Halprin kennen, den sie noch während des Studiums im September 1940 heiratete. Nach einem Engagement bei einer Tanzkompanie am Broadway in New York ging sie mit ihrem Ehemann 1945 nach Kalifornien. Dort gründete Halprin 1955 den San Francisco Dancer’s Workshop, um gleichgesinnten Künstlern eine Heimat zu geben. Hier entwarf und choreografierte Halprin Stücke, die zum Teil kontrovers aufgenommen wurden. Auf einer von ihrem Mann entworfenen Bühne, die unter freiem Himmel mitten in der Natur gebaut wurde, kollaborierte sie mit einer Vielzahl von Künstlern, darunter Min Tanaka und Merce Cunningham (Tanz, Choreografie), John Cage und Terry Riley (Musik) sowie visuellen Künstlern und Dichtern wie z. B. Richard Brautigan und Robert Morris. Schüler von ihr waren neben vielen anderen Meredith Monk, Yvonne Rainer und Trisha Brown, die zum Teil schon beim San Francisco Dancer’s Workshop dabei waren und 1962 das Avantgarde-Ensemble Judson Dance Theater gründeten.
Aus der Ehe der Halprins gingen zwei Töchter hervor: Daria Halprin (* 1948) und Rana (* 1951). Gemeinsam mit ihrer Tochter Daria, die ebenfalls Tanz lernte und lehrt, gründete Halprin 1978 das Tamalpa Institute. Die unabhängige Schule für Tanz und Körpererfahrung mit Sitz in Kalifornien wird bis heute von ihrer Tochter geführt, Halprin selbst war dort Gastdozentin. Seit 2011 gibt es Tamalpa Germany, eine deutsche Zweigstelle, die nach eigenen Angaben mit dem US-amerikanischen Institut kooperiert und von ihm unterstützt wird.
Halprin begann, verschiedene Konzepte von rituellen Community Dances zu entwickeln, darunter ein jährlich getanztes Frühlingsritual namens Circle the Earth: A Planetary Dance for Peace.
Ab Ende der 1970er-Jahre befasste sich Halprin vermehrt mit (selbst-)heilenden Aspekten des Tanzens. Sie gilt dabei als eine der Pionierinnen des expressive arts healing movement. Sie arbeitete in Tanzprogrammen gemeinsam mit unheilbar kranken Patienten und versuchte so die Überzeugung zu vermitteln, dass die eigene tänzerische Bewegung heilende Kräfte freisetzen kann. In zwei fortlaufenden Workshops jeweils nur für Männer und für Frauen arbeitete Halprin extensiv mit AIDS-Kranken, andere Projekte hat sie mit an Krebs erkrankten Menschen durchgeführt. Zunehmend wurde auch das Altern und die Suche nach der Schönheit im Alter ein Thema in ihrer Arbeit.
Halprin hat mehrere Bücher über ihre tänzerischen Konzepte und ihre Herangehensweise an Tanz geschrieben. Zu vielen ihrer Stücke und Tanzprojekte wurden Dokumentationen auf Video und später auch DVD veröffentlicht. Zuletzt kam im Jahr 2010 ein Dokumentarfilm über Halprin von Ruedi Gerber namens Breath Made Visible über sie und ihre Arbeit heraus.

## Auszeichnungen und andere Ehrungen
Im Laufe ihrer Karriere erhielt Halprin zahlreiche Ehrungen und Stipendien, unter anderem ein Guggenheim-Stipendium und mehrmals Zuwendungen des National Endowment for the Arts. Die Universität von Madison, an der sie ihren B.A. erlangt hatte, zeichnete Halprin 1994 mit der Ehrendoktorwürde aus. Von Michail Gorbatschow wurde Halprin 1995 eingeladen, auf dem State of the World Forum in Kalifornien eine Ansprache zu halten. Das American Dance Festival bedachte Halprin für ihre Tätigkeit als Lehrerin 1996 zunächst mit einem Lehrstuhl, 1997 folgte die Auszeichnung ihres Lebenswerks als Choreografin mit dem hochdotierten Samuel H. Scripps American Dance Festival Award. Die Dance Heritage Coalition, eine US-amerikanische Vereinigung von Bibliotheken und Sammlungen zum Thema Tanz, zählt Anna Halprin zu den America’s 100 Irreplaceable Dance Treasures. 2017 nahm sie an der documenta 14 teil.

## Veröffentlichungen (Auswahl)
- Movement Ritual. 1975 (englisch)
  - Bewegungsritual. Tänzerische Meditationsübungen. Übersetzung Antonia Fäh. Sphinx, Basel 1987, ISBN 978-3-85914-635-8
- Moving Toward Life. Five Decades of Transformational Dance. Hrsg. von Rachel Kaplan. Wesleyan University Press, Middletown (Connecticut) 1995, ISBN 978-0-8195-6286-9.
- Dance as a Healing Art. Returning to Health with Movement and Imagery. Mendocino (Kalifornien) 2000
  - Tanz, Ausdruck und Heilung. Wege zur Gesundheit durch Bewegung, Bilderleben und kreativen Umgang mit Gefühlen. Synthesis, Essen 2000, ISBN 978-3-922026-49-5.